# Juin 1910

## Événements

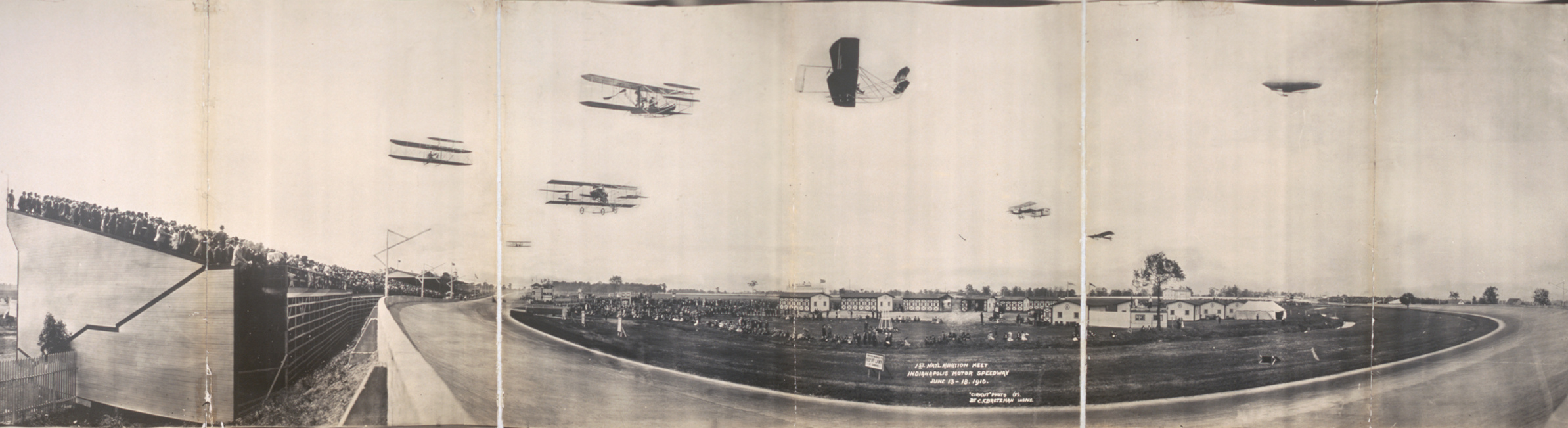
13-18 juin : Meeting aérien à Indianapolis

- Espagne [1] : Le socialiste Pablo Iglesias est élu député de Madrid.

- 2 juin : Charles Stewart Rolls, créateur avec Henry Royce de la célèbre firme de moteurs, accomplit à bord d'un biplan Short-Wright, la première traversée de la Manche aller et retour sans escale.

- 9 juin, France :
  - débuts de l’aviation militaire. Crédits pour l’aviation (Painlevé);
  - première mission opérationnelle pour les aviateurs de l'armée française. Albert Féquant et Marconnet relient Châlons et Vincennes.

- 14 juin : l'Américain Brookings bat le record d'altitude en avion sur un Wright : 1 335 mètres.

- 19 au 26 juin : Grande Semaine d'aviation de Rouen.

- 20 juin [2] : création du Service de la Protection des Indiens contre la violence des colons et des pionniers de l’intérieur au Brésil.

- 21 juin : mort à Paris de l'ébéniste anarchiste Henri Cler par suite des coups de la police.

- 25 juin : les Ballets russes créent à Paris L'Oiseau de feu d’Igor Stravinsky.

## Naissances
- 3 juin : Alfons Deloor, coureur cycliste belge († 23 mars 1995).
- 4 juin : Sergio Pignedoli, cardinal italien de la curie romaine († 15 juin 1980).
- 10 juin : Albert Beckaert, coureur cycliste belge († 29 mai 1980).
- 11 juin : Jacques-Yves Cousteau, océanographe français († 25 juin 1997).
- 19 juin : Sydney Allard, coureur automobile anglais et fondateur de la marque automobile Allard († 12 avril 1966).
- 23 juin : Jean Anouilh, écrivain français († 3 octobre 1987).
- 27 juin : Pierre Joubert, dessinateur français († 13 janvier 2002).

## Décès
- 7 juin : Goldwin Smith, historien.
- 9 juin : Charles Braithwaite, politicien.